# سید شریف حسینی
سیدشریف حسینی (زاده ۱۳۴۷ آبادان) سیاست‌مدار و حقوق‌دان ایرانی است، که در دولت دوازدهم، بعنوان معاون وزیر صنعت، معدن و تجارت در امور حقوقی، مجلس و استان‌ها فعالیت می‌کرد. او پیش‌تر در فاصله سالهای تا مدیرکل حسابرسی و امور مجامع وزارت نفت بود.
وی در ادوار هشتم و نهم مجلس شورای اسلامی بعنوان نماینده اهواز، از استان خوزستان، در مجلس حضور داشت و از اعضای کمیسیون صنایع و معادن مجلس شورای اسلامی محسوب می‌شد.